# Hiện tượng quan sát thấy UFO ở Hy Lạp
Đây là danh sách những trường hợp được cho là đã nhìn thấy vật thể bay không xác định hoặc UFO ở Hy Lạp.

## 404 TCN
- Một cột lửa xuất hiện gần thành bang Athens vào năm 404 trước Công nguyên trong một đêm giông bão không trăng.[1]

## 1946
- Tên lửa ma đã được các đơn vị Quân đội Anh tận mắt chứng kiến ở Thessaloniki tại Hy Lạp. Trong một cuộc phỏng vấn ngày 5 tháng 9 năm 1946, Thủ tướng Hy Lạp Konstantinos Tsaldaris cho biết một số quả đạn đã được nhìn thấy trên Makedonia và Thessaloniki vào ngày 1 tháng 9.[2] Chính phủ Hy Lạp đã tiến hành cuộc điều tra của riêng mình cùng với nhà khoa học hàng đầu của họ là nhà vật lý học Paul Santorini. Chính phủ tin rằng chúng là tên lửa của Liên Xô bay qua Hy Lạp nhưng Hội Thiên văn Hy Lạp đã thông báo vào năm 1967 rằng chúng không phải là tên lửa. Rất tiếc, sau khi trao đổi với Bộ Quốc phòng Mỹ, cuộc điều tra đã bị dừng lại.[2]

## 1954
Làn sóng UFO vĩ đại ở Hy Lạp. Năm 1954, một số lượng đáng kể các vụ nhìn thấy UFO đã xảy ra trên khắp Nam Mỹ và châu Âu. Các cụm nhìn thấy UFO được gọi là "làn sóng".
- Ngày 6 tháng 10 (Vrisa, Lesvos).  Người dân và chủ tịch của cộng đồng đã trình báo qua điện tín cho đồn cảnh sát Lesvos rằng vào lúc 3 giờ 15 phút chiều, họ chứng kiến một vật thể giống như ngôi sao nhỏ di chuyển qua ngôi làng trong vòng 15 phút. Vật thể di chuyển theo hướng tây bắc rồi hướng bắc và sau cùng nó biến mất.[4]
- Ngày 8 tháng 10 (Anemotia, Lesvos). Hai ngày sau, đồn cảnh sát chính tại Lesvos nhận được bức điện tín khác từ một ngôi làng cách Vrisa 50 km về phía bắc báo rằng một vật thể phát sáng lớn có đuôi đang bay lơ lửng trên ngôi làng nhỏ vào khoảng 6 giờ chiều. UFO có kích thước bằng mặt trăng tròn và phát ra các chùm ánh sáng vàng và trắng rồi biến mất sau 3 phút di chuyển về phía đông bắc.[4]
- Ngày 9 tháng 10 (Stipsi, Lesvos). Một vật thể hình điếu xì gà phát sáng di chuyển theo chiều ngang được cậu bé 12 tuổi đi săn cùng người cha tên S. Horiatellis tận mắt chứng kiến. Vật thể bắt đầu di chuyển theo phương thẳng đứng và vỡ thành hai phần hình điếu xì gà di chuyển cùng nhau. Báo chí Thổ Nhĩ Kỳ cũng đưa tin hiện tượng này đã được các nhà khoa học Thổ Nhĩ Kỳ chứng kiến.[4]
- Ngày 12 tháng 10 (Agios Georgios Nileias, Thessaly).  Một vật thể lớn hình điếu xì gà phát sáng khác xuất hiện trên bầu trời đêm. Ông Helias Voyagis đã trình báo sự việc với chính quyền. UFO di chuyển từ đông sang tây rồi từ từ biến mất vào đường chân trời.[4]
- Ngày 15 tháng 10 (Agiasos, Lesvos). Lần nhìn thấy UFO thứ tư trên đảo Lesvos xảy ra chín ngày sau lần đầu tiên. Đồn cảnh sát Agiasos nhận được báo cáo về một UFO phát quang bay lơ lửng trên ngôi làng qua điện báo. Sự việc có sự chứng kiến của hàng trăm người dân địa phương. Vật thể lơ lửng ở độ cao 2 đến 3 nghìn mét hoặc 6 đến 9 nghìn feet trong nửa giờ. Vật thể biến mất và xuất hiện sau mười phút chia thành hai phần riêng biệt biến mất theo hai hướng khác nhau.[4]
- Ngày 17 tháng 10 (Doxato, Hy Lạp).  Athena Gelemiris và Sophia Capaouras đã quan sát thấy một chiếc đuôi sáng chuyển động theo vòng tròn. Vật thể lạ có màu đỏ, đổi màu khi di chuyển và biến mất ở đường chân trời sau 5 phút. Sự kiện UFO tương tự được hàng trăm cư dân ở ngôi làng Choristi gần đó nhìn thấy.[4]
- Ngày 23 tháng 10 (Didymoteicho, Hy Lạp). Một cuộc hạ cánh của UFO đã được cư dân của ngôi làng địa phương tận mắt chứng kiến. Theo lời khai, UFO là hai vật thể hình điếu xì gà hạ cánh tại một điểm cụ thể và ở trên mặt đất trong 20 phút, rồi cất cánh với vận tốc đáng kinh ngạc.[4]
- Ngày 26 tháng 10 (Antimachia, Kos). Irene Sarris và Socrates Caraliamis chứng kiến một vật thể bay phát ra ánh sáng chói mắt có hình dạng giống như một cái rổ. UFO đang hướng về ngôi làng nhưng nó đã đổi hướng và bay đi với tốc độ cao. Cùng buổi tối hôm đó, theo các nguồn tin, George Cacamoundis cho biết đã nhìn thấy một người đàn ông có cánh bay ngang qua bầu trời tại cùng một ngôi làng.[4]
- Ngày 27 tháng 10 (Rhodos, Hy Lạp). Một cái đĩa trên hòn đảo đang di chuyển với tốc độ cao được người dân địa phương trình báo.[4]
- Ngày 27-31 tháng 10 (Moudros, Lemnos). Một chiếc chảo rán đang bay được người dân địa phương trình báo.[4]
- Ngày 1 tháng 11 (Pyrgos, Peloponnese). Ba nhân chứng đã quan sát thấy một tia sáng chói lóa trên bầu trời vào khoảng 6 giờ sáng đang di chuyển về phía Biển Ionia. Một trong những nhân chứng này đã báo cáo một phần nhỏ nhìn giống như tên lửa.[4]
- Ngày 7 tháng 11 (Alissos, Patras, Hy Lạp). Một vật thể phát sáng rất sáng đã được một nhóm thợ săn nhìn thấy vào lúc 4 giờ 45 phút sáng. Vật thể này nhanh chóng phát ra một tia sáng mạnh để lại một cái đuôi màu hồng. Vật thể biến mất về phía ngọn Núi Erymanthos với tốc độ cao.[4]
- Ngày 7 tháng 11 (Pagasetic Gulf, Volos, Hy Lạp). Một chiếc đĩa bay màu bạc được Nikolaos Diamantis và A. Yaprakis chứng kiến lúc 10 giờ 30 phút tối. Chiếc đĩa đang di chuyển trên vịnh quay với tốc độ cao. UFO cuối cùng đã phát nổ với một âm thanh lớn và một đám mây sáng được hình thành thắp sáng toàn bộ bầu trời đêm.[4]
- Ngày 7 tháng 11 (Komotini, Hy Lạp). Người ta quan sát thấy một chiếc đĩa bay đang chuyển động theo vòng tròn để lại phía sau ba chấm sáng.[4]
- Ngày 11 tháng 11 (Athens, Hy Lạp). Theo một nhân chứng tên là Stefanopoulos, một UFO phát sáng đang bay qua Faliro và Athens.[4]
- Ngày 11 tháng 11 (Plagiari, Pella, Hy Lạp). Một linh mục địa phương tên là Đức cha Nicholaos Exarchos cùng với những người dân trong làng đã chứng kiến một chiếc đĩa bay phát ra những tia sáng rực rỡ trong ba phút.[4]
- Ngày 12 tháng 11 (Athens, Hy Lạp). Theo các nhân chứng, một vật thể màu bạc đứng yên trên không trong 5 phút ở độ cao 10 mét hoặc 30 feet. Vật thể di chuyển lên trên và trở nên vô hình phát ra khí thải đóng băng tương tự như máy bay phản lực.[4]
- Ngày 16 tháng 11 (Halki, Hy Lạp). Hai nông dân George Spirou và Mitsos Dimitriou nhìn thấy một vật thể sáng di chuyển với tốc độ cao trên bầu trời quang đãng.[4]
- Ngày 20 tháng 11 (Titani, Hy Lạp). Một người đàn ông 84 tuổi tên là Helias Coromilas tuyên bố đã nhìn thấy một vật thể nhỏ giống chiếc ô tô lúc 7 giờ sáng lăn trên cánh đồng. Nhân chứng đã chạy đến cảnh báo người lái xe rằng anh ta đang hướng đến một vách đá dựng đứng. Chiếc xe đột ngột lao vút đi không một tiếng động bay lên trời để lại một vệt bụi mù mịt.[4]

## 1955
- Tháng 9 hoặc tháng 10 (Agrinio, Hy Lạp). Một tài xế xe tải và quản lý khách sạn đang lái xe trên một con đường núi và nhìn thấy một vật thể bay phát sáng trên đầu. Động cơ xe tải dừng lại một cách bí ẩn.[5]

## 1959
- Ngày 9 tháng 12 (Kalymnos, Hy Lạp). Vào khoảng 8 giờ 30 phút tối, người ta quan sát thấy một tia sáng mạnh trên bầu trời đảo Kalymnos kéo dài 30 giây, sau đó là một tiếng nổ lớn làm rung chuyển hòn đảo trong một phút. Sau đó, một vật thể hình tên lửa xuất hiện trên bầu trời di chuyển từ đông sang tây ở độ cao rất cao. Theo các nguồn tin tức, âm thanh và ánh chớp cũng được nghe thấy ở Thổ Nhĩ Kỳ gần đó.[6]

## 1968
- Giữa tháng 5 (Xiromero, Hy Lạp). Một thợ sửa xe ô tô đã quan sát thấy một vật thể UFO giống hình viên đạn bay lơ lửng trên đầu đồng thời bay lên và hạ xuống theo phương thẳng đứng với phần đáy phẳng phát ra khói và lửa vào khoảng 7-8 giờ tối. Vật thể sau đó bay theo chiều ngang về phía tây tới Ý. Người thợ máy đã lái một chiếc mô tô trong cuộc chạm trán.[6]

## 1985
- Ngày 3 tháng 10 (Komotini, Hy Lạp).  Mười lăm ngư dân đã chứng kiến một vật thể bay rất tối có hình dạng giống như một điếu xì gà khổng lồ đang di chuyển chầm chậm. Vật thể này dừng lại trên khu vực đứng yên. Sau một khoảng dừng ngắn, vật thể bắt đầu di chuyển về phía bắc. Ngư dân hủy bỏ chuyến đi đánh cá buổi tối và trở về những ngôi làng ven biển của họ để kể lại câu chuyện này.[6]
- Ngày 14 tháng 12 (Naxos, Lemnos, Corfu, Hy Lạp). Ba nhân viên kiểm soát không lưu độc lập tại ba địa điểm khác nhau báo cáo đã chứng kiến một vật thể giống như điếu xì gà UFO bay qua đầu với tốc độ cực cao hơn 3.000 dặm một giờ. Các lần nhìn thấy gần nhau trong thời gian và vụ việc đã được ghi nhận tại Trụ sở Bộ Tư lệnh Không quân Hy Lạp. Kết luận được các quan chức này đưa ra là đó là một loại tàu vũ trụ nào đó hoặc các cuộc thử nghiệm laser của Mỹ do Sáng kiến Phòng thủ Chiến lược thực hiện.[6]

## 1990
- Ngày 2 tháng 9 (Megaplatanos Fthiotida, Hy Lạp). Georg N. Pantoulas đã phỏng vấn các nhân chứng về vụ tai nạn UFO gần làng Megaplatanos sát cạnh Atalanti.  Khoảng 3 giờ sáng, những người chăn cừu và một nhóm nhỏ dân làng quan sát thấy 6 UFO đang tiến đến từ phía bắc. Một trong những UFO trông không ổn định. Những ánh sáng kỳ lạ phát ra từ những con tàu không gây tiếng ồn. Trantos Karatranjos tuyên bố rằng UFO bị mất độ cao và bị rơi cách vị trí của anh ta 500 mét hoặc 1/3 dặm. Anh ta không nghe thấy bất kỳ tiếng động nào khi khu rừng bốc cháy. Những UFO còn lại dừng bay sau vụ tai nạn trong khi hai chiếc hạ cánh gần UFO bị phá hủy. Ngọn lửa được dập tắt ngay lập tức và trong suốt buổi tối, có sự di chuyển bất thường từ mặt đất đến UFO lơ lửng, các đốm sáng đi lên và đi xuống thu thập các mảnh vỡ cho đến khi mặt trời mọc. Nhóm UFO biến mất ngay trước khi mặt trời mọc. Toàn bộ ngôi làng đã chứng kiến sự kiện này. Mặt đất nổi bật với một vết bỏng hình bầu dục với một cây thông đã được cắt ở chính giữa. Ngoài ra còn có các mảnh kim loại rất nhỏ và dây điện xung quanh khu vực máy bay rơi. Ngọn lửa hình bầu dục được dập tắt một cách độc đáo để lại dấu vết khác thường. Nhân viên Không quân Hy Lạp đến vài giờ sau đó và thông báo cho ngôi làng rằng đó có thể là một vệ tinh của Liên Xô đã bị rơi hoặc một chiếc máy bay. Không quân Hy Lạp đã lấy một số mảnh. Argyris Alevantas có gửi một mảnh UFO đến Viện Nghiên cứu Không gian ở Brussels.[7][8][9][10][11]